# Gruppo intergovernativo sul cambiamento climatico
Il Gruppo intergovernativo sul cambiamento climatico (Intergovernmental Panel on Climate Change, IPCC) è il forum scientifico formato nel 1988 da due organismi delle Nazioni Unite, l'Organizzazione meteorologica mondiale (OMM) e il Programma delle Nazioni Unite per l'Ambiente (UNEP) allo scopo di studiare il riscaldamento globale.

## Organizzazione

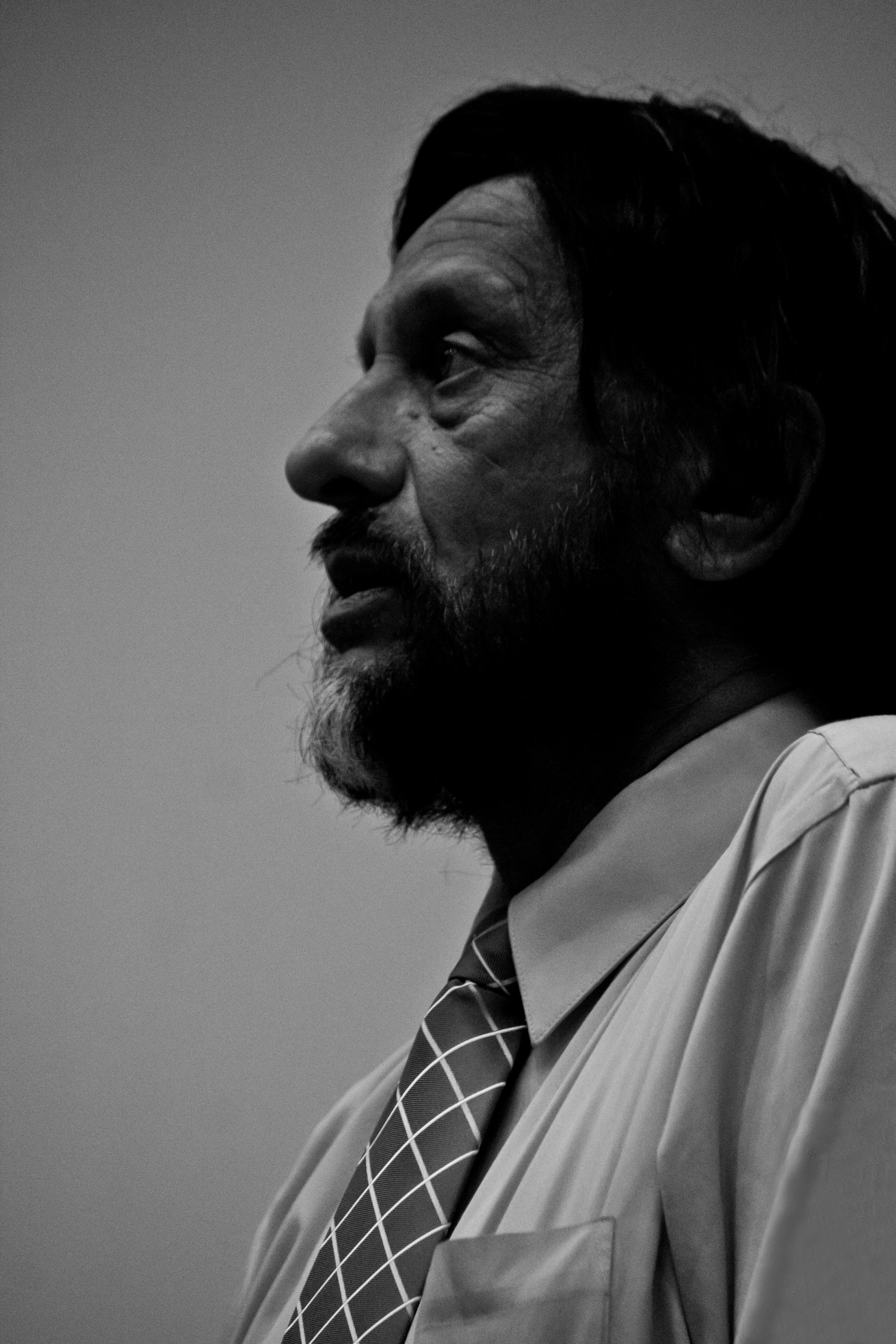
Rajendra Pachauri, presidente dell'IPCC dal 2002 al 2015

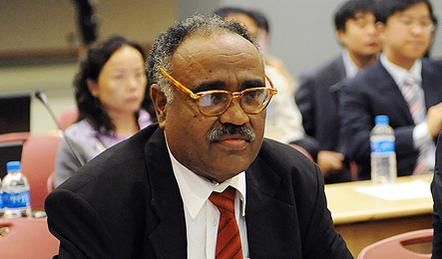
Ismail El Gizouli, presidente dell'IPCC fino all'ottobre 2015

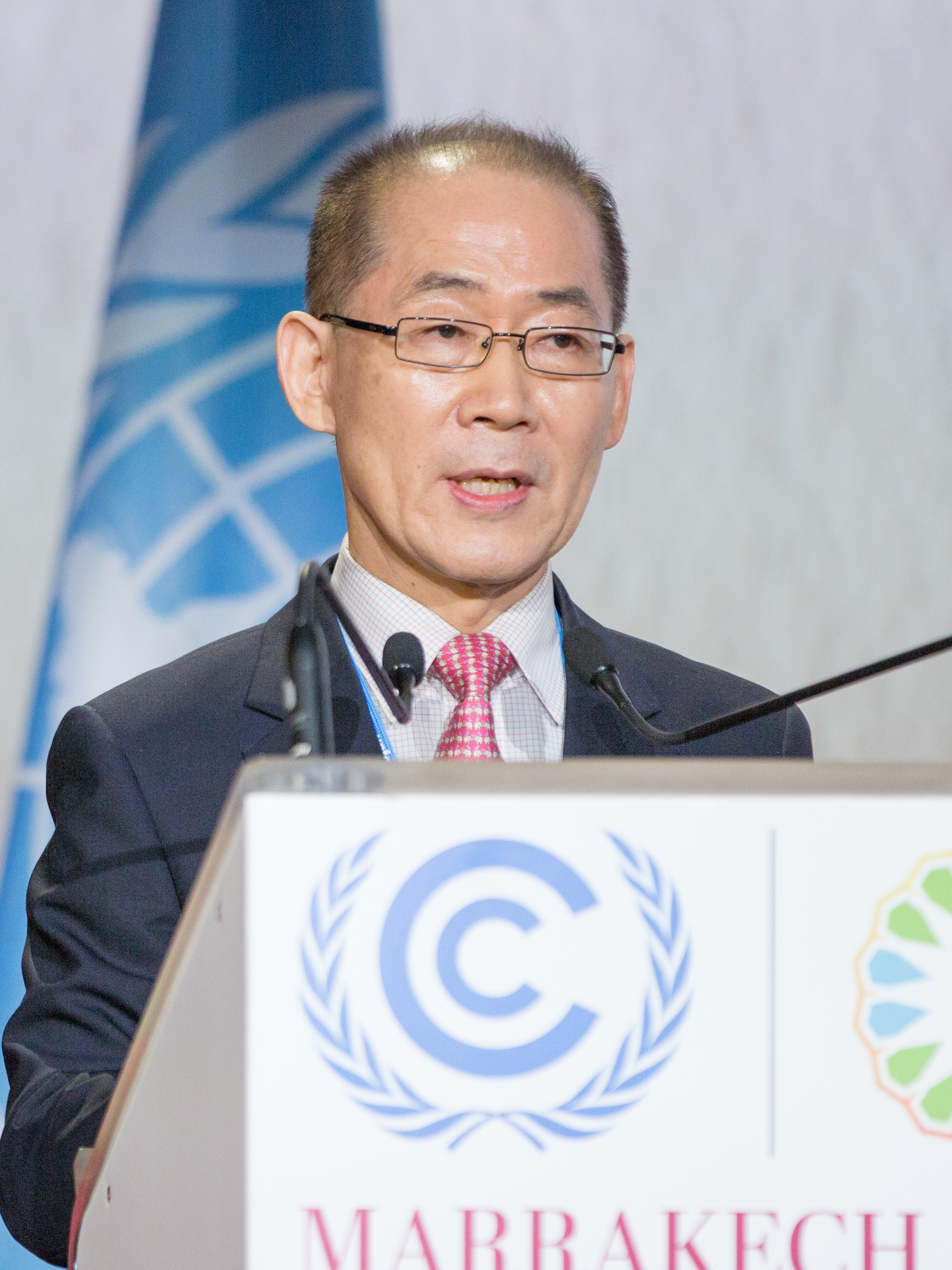
Hoesung Lee, presidente dell'IPCC dall'ottobre 2015

Il Gruppo intergovernativo sul cambiamento climatico è organizzato in tre gruppi di lavoro:
- il gruppo di lavoro I si occupa delle basi scientifiche dei cambiamenti climatici;
- il gruppo di lavoro II si occupa degli impatti dei cambiamenti climatici sui sistemi naturali e umani, delle opzioni di adattamento e della loro vulnerabilità;
- il gruppo di lavoro III si occupa della mitigazione dei cambiamenti climatici, cioè della riduzione delle emissioni di gas a effetto serra.

I "rapporti di valutazione" periodicamente diffusi dall'IPCC sono alla base di accordi mondiali quali la Convenzione quadro delle Nazioni Unite sui cambiamenti climatici e il Protocollo di Kyoto che l'attua. L'IPCC è stato guidato da sir Robert Watson e, a partire dal 2002, da Rajendra Pachauri, il quale tuttavia ha rassegnato le sue dimissioni il 24 febbraio 2015, a seguito di uno scandalo a sfondo sessuale, che lo vide direttamente coinvolto a Nuova Delhi. La carica di Presidente dello IPCC è stata provvisoriamente assunta da Ismail El Gizouli, che l'ha ricoperta fino alla elezione del nuovo presidente, il coreano Hoesung Lee, che ha avuto luogo il 6 ottobre 2015.
Rappresentante dell'IPCC in Italia, dal 2015, è Antonio Navarra, presidente del Centro euro-mediterraneo sui cambiamenti climatici (CMCC), subentrato a Sergio Castellari, membro dell'INGV e del CMCC. Filippo Giorgi ne ha fatto parte dal 2002 al 2008, insieme ad altri scienziati italiani.

### Presidenze dell'IPCC
- Bert Bolin, meteorologo svedese, dal 1988 al 1997
- Robert Watson, chimico britannico, dal 1997 al 2002
- Rajendra Pachauri, ingegnere indiano, dal 2002 al 2015
- Ismail El Gizouli, alto funzionario sudanese già vice-presidente, presidente ad interim dal febbraio all'ottobre 2015
- Hoesung Lee, economista sudcoreano, dall'ottobre 2015 al 26 luglio 2023
- Jim Skea, accademico britannico, dal 26 luglio 2023

## Attività
L'IPCC non svolge direttamente attività di ricerca né di monitoraggio o raccolta dati: l'IPCC fonda le sue valutazioni principalmente su letteratura scientifica pubblicata in seguito a revisione paritaria e su rapporti delle maggiori istituzioni mondiali. Tutti i rapporti tecnici dell'IPCC sono a loro volta soggetti a procedure di revisione paritaria; i rapporti sintetici (oggetto di attenzione mediatica) sono soggetti anche a revisione da parte dei governi.
L'attività principale dell'IPCC è la preparazione a intervalli regolari di valutazioni esaustive e aggiornate delle informazioni scientifiche, tecniche e socio-economiche rilevanti per la comprensione dei mutamenti climatici indotti dall'uomo, degli impatti potenziali dei mutamenti climatici e delle alternative di mitigazione e adattamento disponibili per le politiche pubbliche. I rapporti di valutazione finora pubblicati sono sei, l'ultimo pubblicato nel 2022.
I rapporti IPCC sono ampiamente citati in qualsiasi dibattito sul mutamento climatico.

### Primo Rapporto di Valutazione (1990)
Nel primo rapporto, l'IPCC ha rivelato come l'anidride carbonica (CO2) contribuisca ad aumentare l'effetto serra naturale e che le attività umane hanno contribuito considerevolmente ad aumentare la concentrazione dei gas serra nell'atmosfera. Dopo la pubblicazione del rapporto è stato richiesto un supplemento, uscito nel 1992, che ha aumentato gli scenari da considerare sull'evoluzione planetaria.

### Secondo Rapporto di Valutazione (1995)
Il Secondo rapporto di valutazione (Climate Change 1995), è costituito dai rapporti di tre gruppi di lavoro e da un rapporto di sintesi:
- Gruppo di lavoro I: La scienza del cambiamento climatico (IPCC SAR WG1)
- Gruppo di lavoro II: Impatti, adattamenti e mitigazione del cambiamento climatico: analisi tecnico-scientifiche (IPCC SAR WG2)
- Gruppo di lavoro III: Dimensioni economiche e sociali del cambiamento climatico (IPCC SAR WG3)
- Rapporto finale: Rapporto del Gruppo intergovernativo sul cambiamento climatico (IPCC SAR SYR 1996).

### Terzo Rapporto di Valutazione (2001)
Il terzo rapporto di valutazione è stato pubblicato nel 2001, andando a modificare leggermente le aree di lavoro di alcuni gruppi di lavoro ed introducendo una task force a proposito degli inventari nazionali dei gas serra.

### Quarto Rapporto di Valutazione (2007)
Il quarto rapporto di valutazione IPCC è diviso in tre parti che rispecchiano le attività di tre distinti gruppi di lavoro. La prima parte del rapporto riassume le cognizioni scientifiche attuali sul clima e sulla sua evoluzione dovuta all'impatto umano ed è stata presentata al pubblico a Parigi il 6 febbraio 2007. La seconda parte riassume le conoscenze sugli impatti del cambiamento climatico ed è stata presentata a Bruxelles in aprile, mentre la terza, che presenta le possibili strategie di mitigazione e adattamento, è stata presentata a Bangkok il 4 maggio. La sintesi è stata presentata a novembre del 2007.

### Quinto Rapporto di Valutazione (2013-2014)
Anche la stesura del quinto rapporto si è articolata in tre parti (completate rispettivamente a settembre 2013, marzo 2014 e aprile 2014), a cui si è aggiunto un documento di sintesi (adottato il 1º novembre 2014).

### Sesto Rapporto di Valutazione (2021-2022)
Il Sesto Rapporto IPCC (AR6), che valuta le informazioni scientifiche, tecniche e socioeconomiche sul cambiamento climatico, comprende i contributi di tre gruppi di lavoro:
- Gruppo di lavoro I: basi fisico-scientifiche
- Gruppo di lavoro II: impatti, adattamento e vulnerabilità
- Gruppo di lavoro III: mitigazione del cambiamento climatico

Il primo studio è stato pubblicato nel 2021, gli altri due nel 2022. Il rapporto di sintesi è stato pubblicato il 20 marzo 2023.

## Critiche
Nel novembre 2009 è stato diffuso un carteggio via e-mail tra vari scienziati e consulenti di IPCC che è stato usato per mettere in dubbio la credibilità dell'istituto. Alcuni passaggi estrapolati dai messaggi sembravano infatti suggerire che gli scienziati si fossero adoperati per modificare o nascondere alcuni dati e per ostacolare l'uscita di articoli non condividenti il loro operato. Inchieste interne successive sulla controversia, che è stata ribattezzata Climategate, hanno evidenziato che gli scienziati non si erano adoperati per modificare i dati, che la loro reputazione rimaneva intatta e che il carteggio non può essere utilizzato per dimostrare che il riscaldamento globale non esista. Le conclusioni delle inchieste hanno però posto l'accento su due problemi emersi: la protezione di accesso ai dati scientifici e il metodo di revisione della ricerca scientifica.
Altre polemiche riguardano la condotta non sempre chiara del leader dell'istituto, Rajendra K. Pachauri. Che è di sicuro l'autore del famoso rapporto sull'Himalaya, redatto dal coordinatore indiano Murari Lal (scrittore e poeta indiano) nel 2007 e che sosteneva che i ghiacciai dell'Himalaya fossero quelli che si sarebbero liquefatti più presto nel mondo e che per il 2035 sarebbero spariti. Dopo lo scalpore suscitato nel mondo scientifico internazionale, l'istituto ha rettificato dicendo che si trattava di un errore di stampa e che bisognava leggere 2350. Questo però non è confermato da Murari Lal, che ha poi dichiarato che avevano pensato di fare questa dichiarazione per obbligare i politici a prendere delle misure concrete..
L'oceanologo Peter Wadhams ha criticato il quinto rapporto in quanto basato su modellizzazioni basate su dati non aggiornati, inoltre ha contestato lo (SROCC) Rapporto speciale su oceano e criosfera in un clima che cambia 2019, in quanto non menziona il rilascio di metano dai fondali.

## Onorificenze
Il 12 ottobre 2007 l'organizzazione ha vinto il Premio Nobel per la pace con Al Gore per l'impegno nel diffondere la conoscenza sui cambiamenti climatici dovuti al riscaldamento globale.